# Venise (Doubs)
Pour les articles homonymes, voir Venise (homonymie).
Venise est une commune française située dans le département du Doubs, la région culturelle et historique de Franche-Comté et la région administrative Bourgogne-Franche-Comté. Membre de la communauté urbaine Grand Besançon Métropole et distante d'une vingtaine de kilomètres du centre-ville de Besançon, elle comptait 518 habitants nommés Véniziens et Véniziennes en 2022.

## Géographie

### Climat
Pour des articles plus généraux, voir Climat de la Bourgogne-Franche-Comté et Climat du Doubs.
En 2010, le climat de la commune est de type climat de montagne, selon une étude du Centre national de la recherche scientifique s'appuyant sur une série de données couvrant la période 1971-2000. En 2020, Météo-France publie une typologie des climats de la France métropolitaine dans laquelle la commune est exposée à un climat semi-continental et est dans la région climatique  Jura, caractérisée par une forte pluviométrie en toutes saisons (1 000 à 1 500 mm/an), des hivers rigoureux et un ensoleillement médiocre. 
Pour la période 1971-2000, la température annuelle moyenne est de 10,4 °C, avec une amplitude thermique annuelle de 17,3 °C. Le cumul annuel moyen de précipitations est de 1 139 mm, avec 14 jours de précipitations en janvier et 9,9 jours en juillet. Pour la période 1991-2020, la température moyenne annuelle observée sur la station météorologique de Météo-France la plus proche, « Pouligney », sur la commune de Pouligney-Lusans à 8 km à vol d'oiseau, est de 10,9 °C et le cumul annuel moyen de précipitations est de 1 214,6 mm. 
La température maximale relevée sur cette station est de 40 °C, atteinte le 25 juillet 2019 ; la température minimale est de −23 °C, atteinte le 20 décembre 2009,,. 
Les paramètres climatiques de la commune ont été estimés pour le milieu du siècle (2041-2070) selon différents scénarios d'émission de gaz à effet de serre à partir des nouvelles projections climatiques de référence DRIAS-2020. Ils sont consultables sur un site dédié publié par Météo-France en novembre 2022.

## Urbanisme

### Typologie
Au 1er janvier 2024, Venise est catégorisée commune rurale à habitat dispersé, selon la nouvelle grille communale de densité à 7 niveaux définie par l'Insee en 2022.
Elle est située hors unité urbaine. Par ailleurs la commune fait partie de l'aire d'attraction de Besançon, dont elle est une commune de la couronne,. Cette aire, qui regroupe 310 communes, est catégorisée dans les aires de 200 000 à moins de 700 000 habitants,.

### Occupation des sols
L'occupation des sols de la commune, telle qu'elle ressort de la base de données européenne d’occupation biophysique des sols Corine Land Cover (CLC), est marquée par l'importance des forêts et milieux semi-naturels (51,2 % en 2018), une proportion identique à celle de 1990 (51,2 %). La répartition détaillée en 2018 est la suivante : 
forêts (51,2 %), terres arables (42,7 %), zones urbanisées (4,9 %), zones agricoles hétérogènes (1,1 %). L'évolution de l’occupation des sols de la commune et de ses infrastructures peut être observée sur les différentes représentations cartographiques du territoire : la carte de Cassini (XVIIIe siècle), la carte d'état-major (1820-1866) et les cartes ou photos aériennes de l'IGN pour la période actuelle (1950 à aujourd'hui).

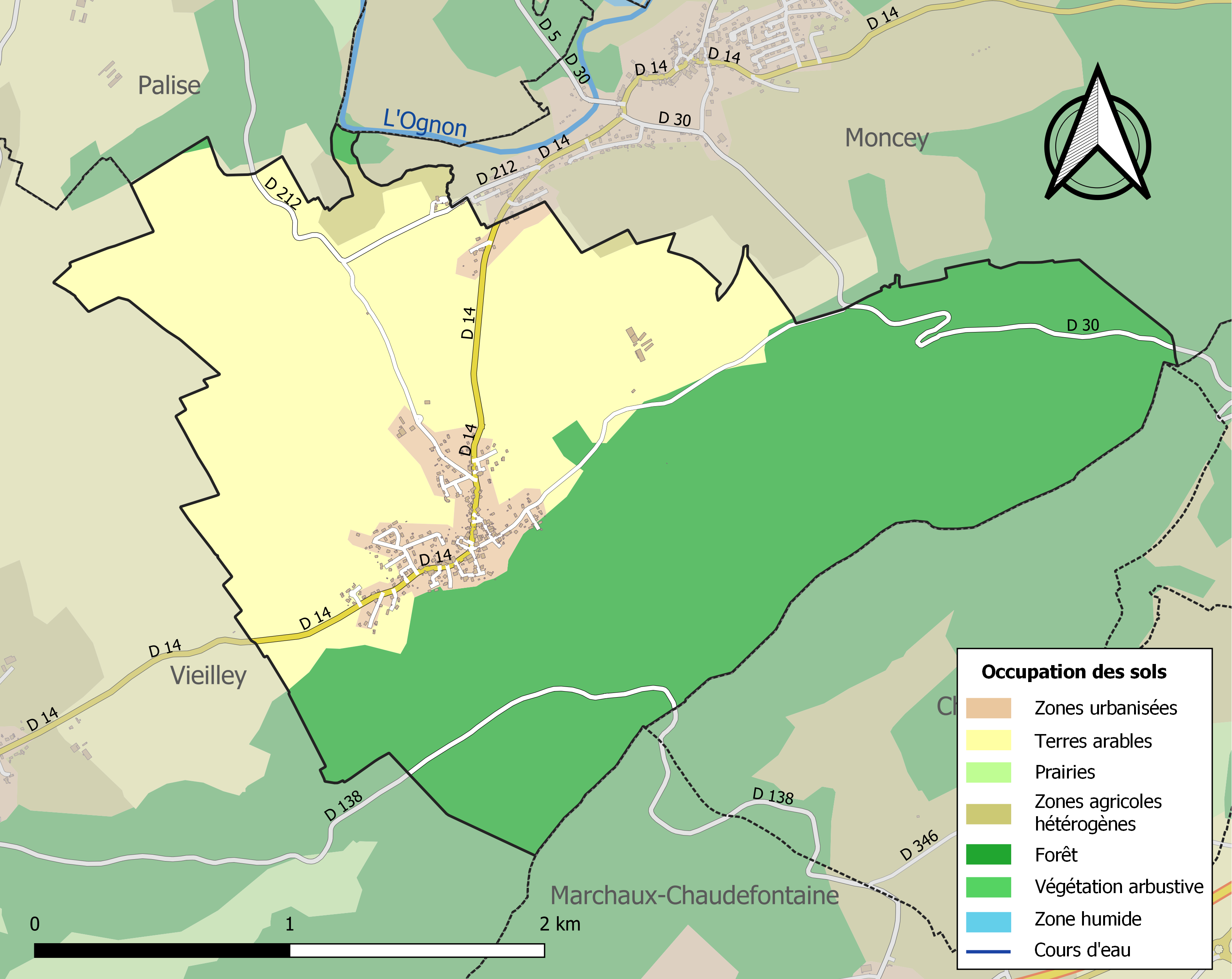
Carte des infrastructures et de l'occupation des sols de la commune en 2018 (CLC).

### Voies de communication et transports
La commune est desservie par la ligne  65  du réseau de transport en commun Ginko.

## Toponymie
Vanisia en 1091, en 1141, Venise en 1266 ; Venize en 1580.

### Enseignement

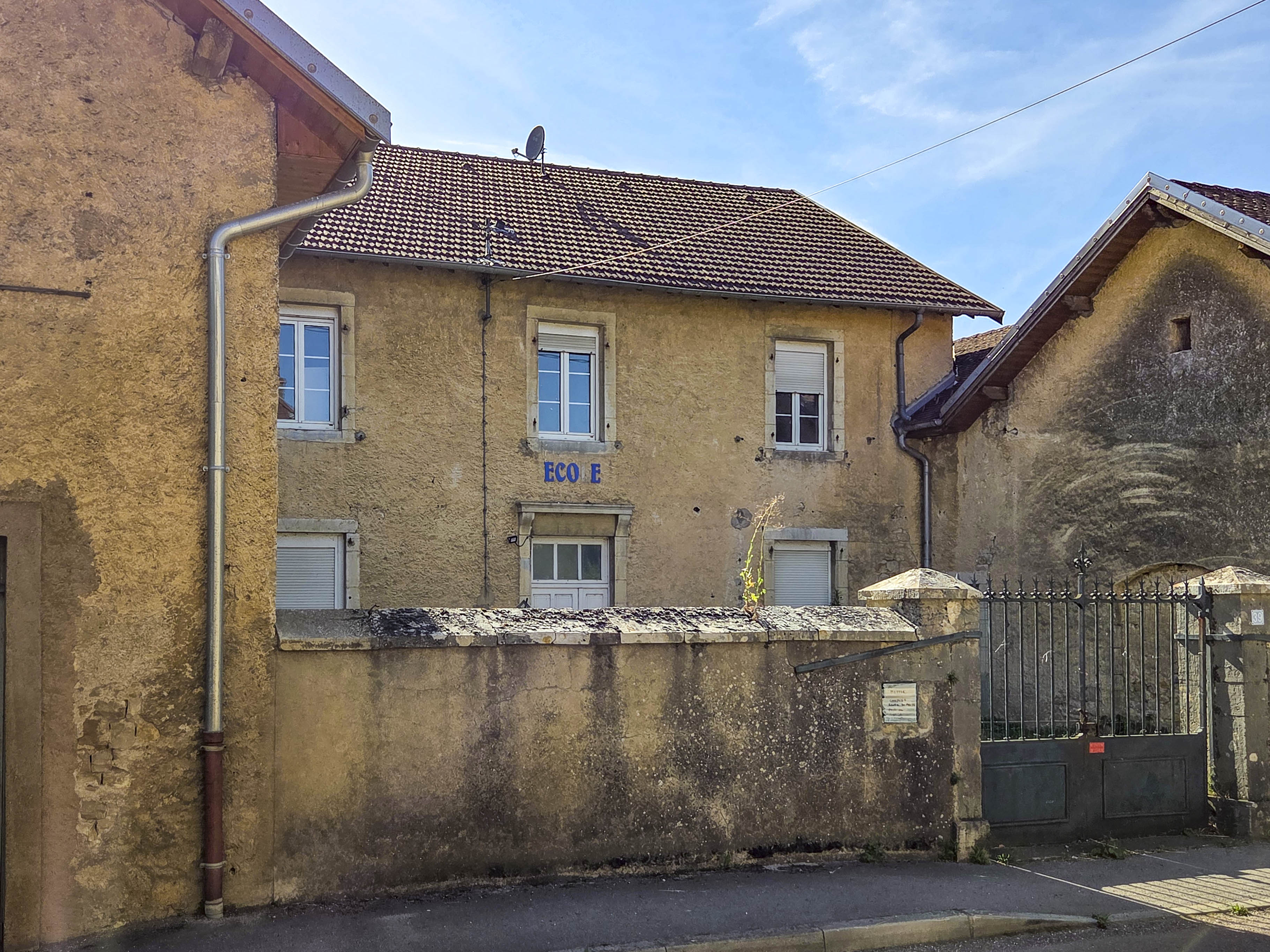
L'école.

## Politique et administration

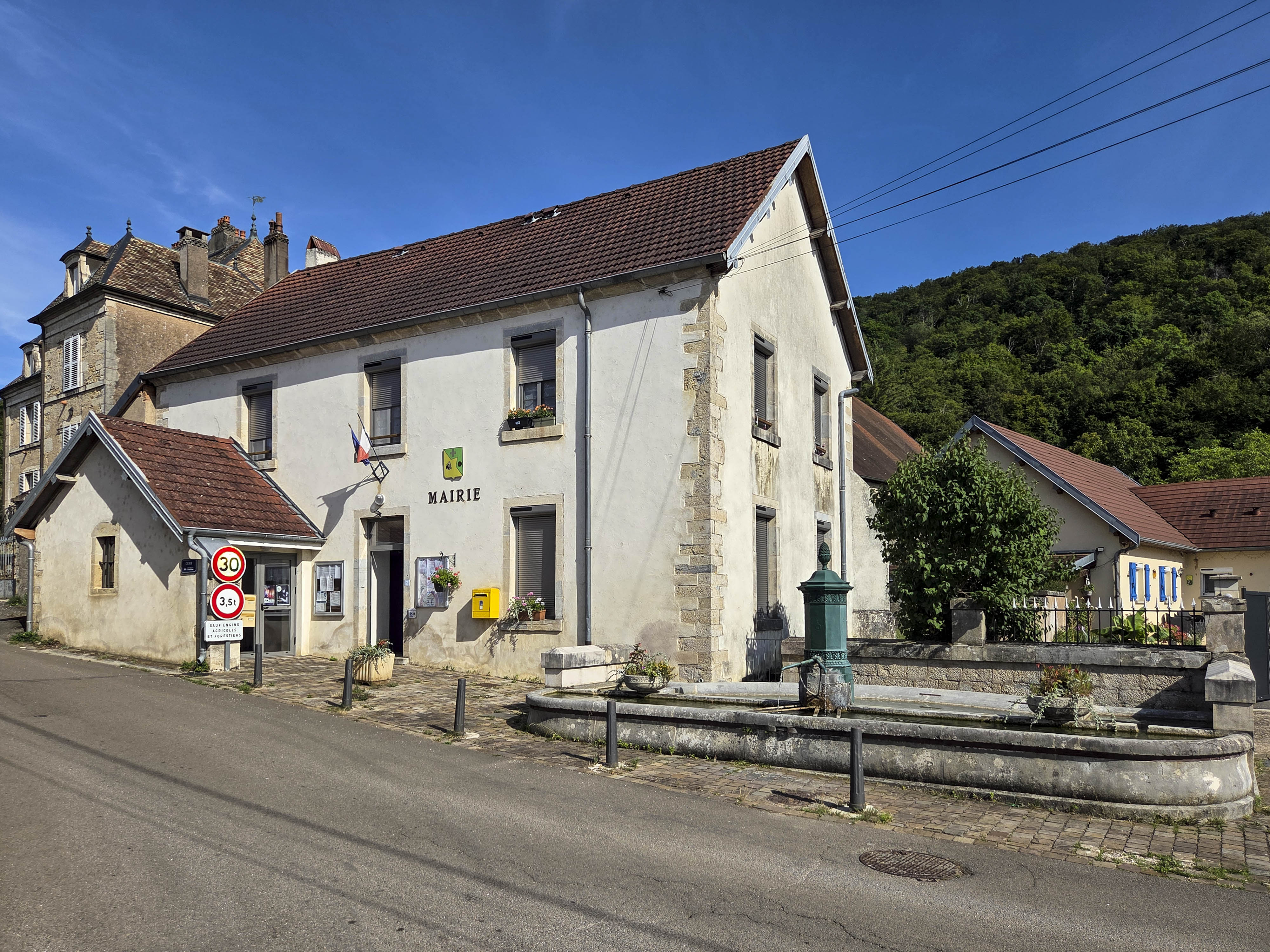
La mairie.

### Administration municipale

#### Liste des maires
| Période                                  | Période                     | Identité                                            | Étiquette | Qualité  |
| ---------------------------------------- | --------------------------- | --------------------------------------------------- | --------- | -------- |
| avant 1988                               | ?                           | Michel Pommey                                       |           |          |
| mars 2008                                | En cours (au 1er juin 2020) | Jean-Claude Contini, Réélu pour le mandat 2020-2026 | DVG       | Retraité |
| Les données manquantes sont à compléter. |                             |                                                     |           |          |

## Population et société

### Démographie
L'évolution du nombre d'habitants est connue à travers les recensements de la population effectués dans la commune depuis 1793. Pour les communes de moins de 10 000 habitants, une enquête de recensement portant sur toute la population est réalisée tous les cinq ans, les populations de référence des années intermédiaires étant quant à elles estimées par interpolation ou extrapolation. Pour la commune, le premier recensement exhaustif entrant dans le cadre du nouveau dispositif a été réalisé en 2004.

En 2022, la commune comptait 518 habitants, en évolution de +1,77 % par rapport à 2016 (Doubs : +1,88 %, France hors Mayotte : +2,11 %).
| 1793 | 1800 | 1806 | 1821 | 1831 | 1836 | 1841 | 1846 | 1851 |
| ---- | ---- | ---- | ---- | ---- | ---- | ---- | ---- | ---- |
| 396  | 290  | 376  | 335  | 361  | 347  | 355  | 327  | 355  |

| 1856 | 1861 | 1866 | 1872 | 1876 | 1881 | 1886 | 1891 | 1896 |
| ---- | ---- | ---- | ---- | ---- | ---- | ---- | ---- | ---- |
| 280  | 277  | 297  | 279  | 256  | 252  | 235  | 242  | 225  |

| 1901 | 1906 | 1911 | 1921 | 1926 | 1931 | 1936 | 1946 | 1954 |
| ---- | ---- | ---- | ---- | ---- | ---- | ---- | ---- | ---- |
| 224  | 214  | 182  | 186  | 207  | 193  | 185  | 188  | 190  |

| 1962 | 1968 | 1975 | 1982 | 1990 | 1999 | 2004 | 2006 | 2009 |
| ---- | ---- | ---- | ---- | ---- | ---- | ---- | ---- | ---- |
| 171  | 177  | 188  | 235  | 316  | 334  | 404  | 408  | 461  |

| 2014 | 2019 | 2022 | - | - | - | - | - | - |
| ---- | ---- | ---- | - | - | - | - | - | - |
| 512  | 522  | 518  | - | - | - | - | - | - |

## Culture et patrimoine

### Lieux et monuments
- Église Saint-Martin dont les travaux ont été adjugés en 1839 à l'architecte Martin. De facture néo-classique, achevée en 1846, elle tranche avec le style franc-comtois avec son toit atypique à quatre pans[13]. Elle est inscrite aux monuments historiques.
- Quatre fontaines.

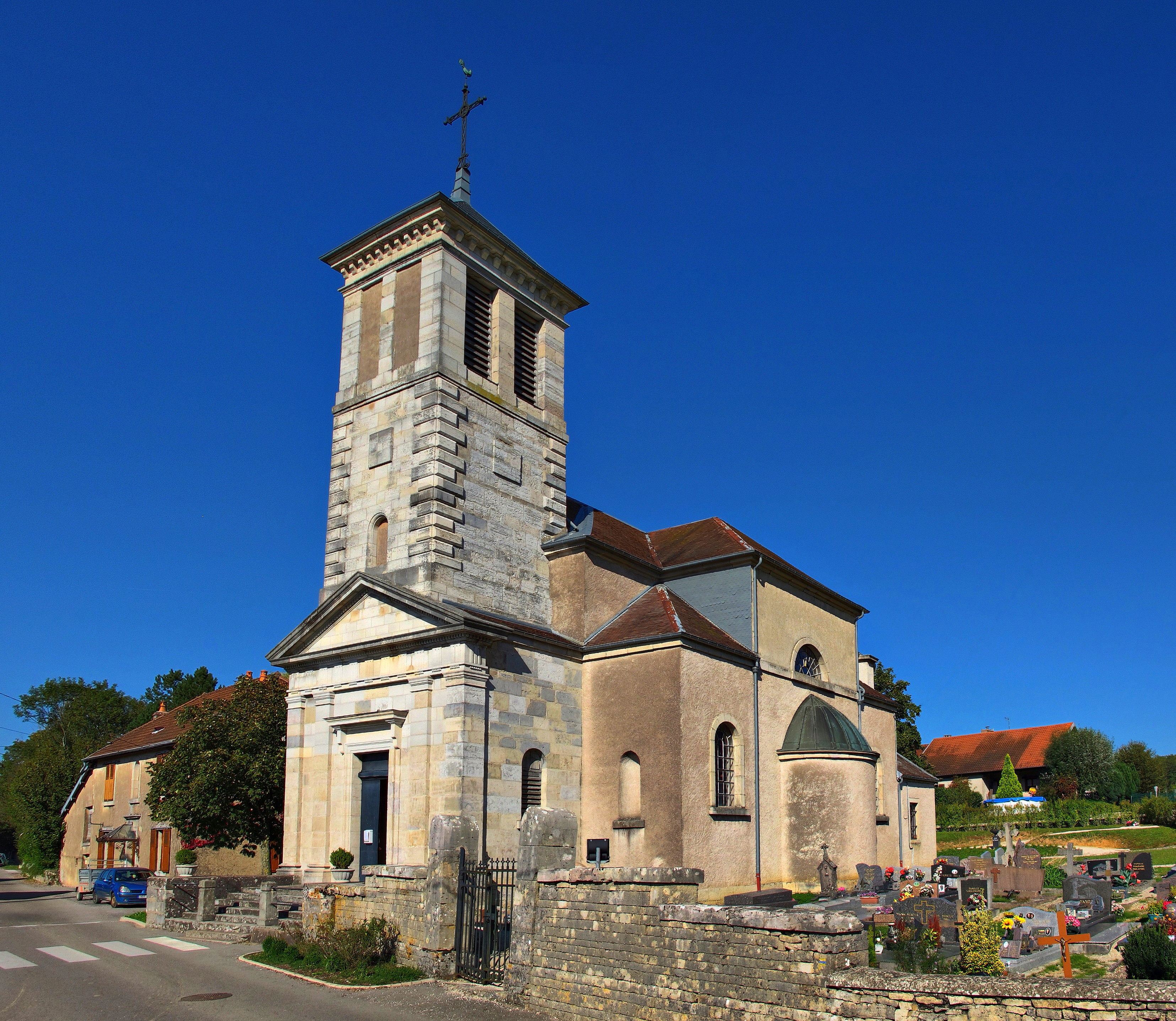
L'église Saint-Martin.
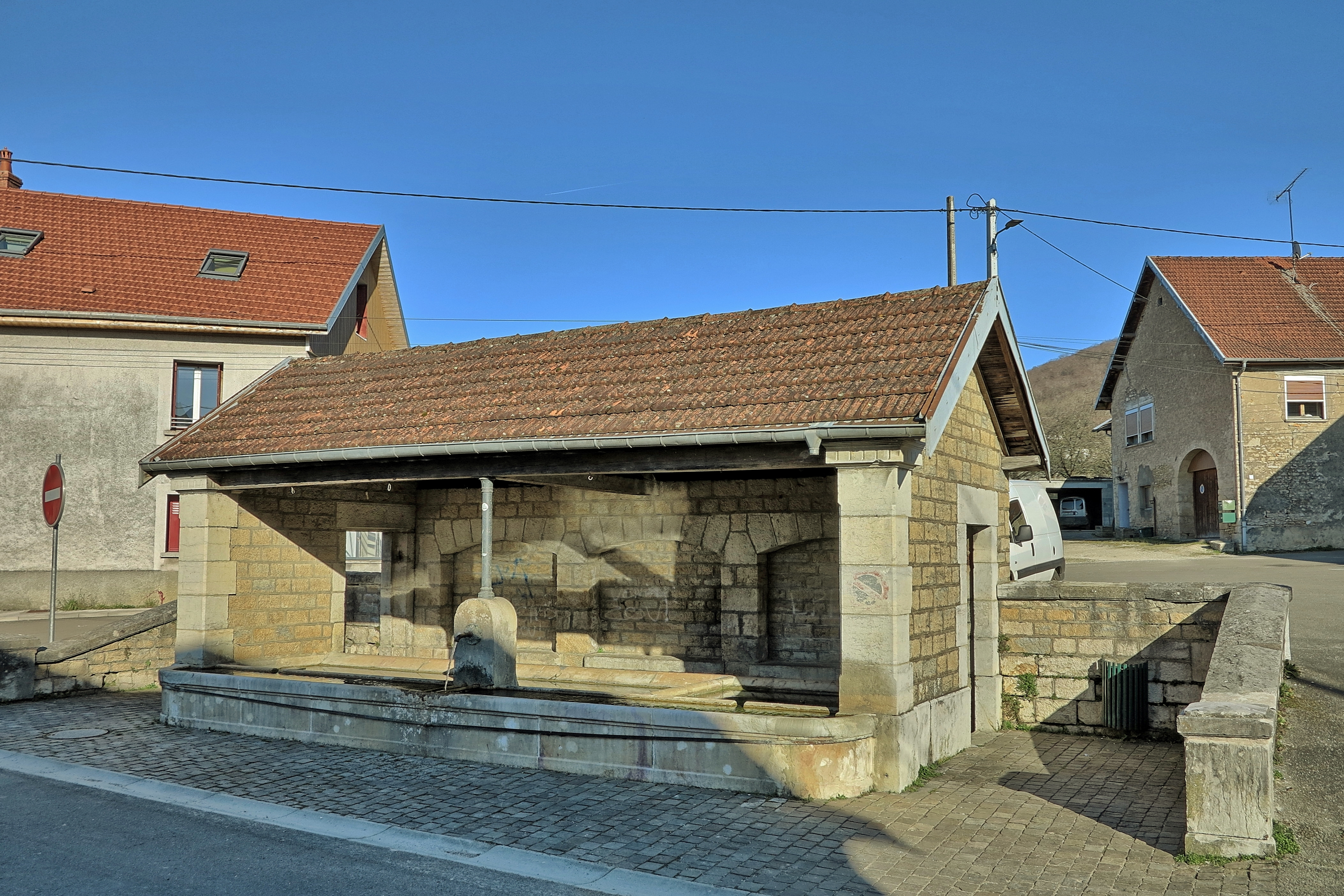
Le lavoir couvert rue Jean Moulin.
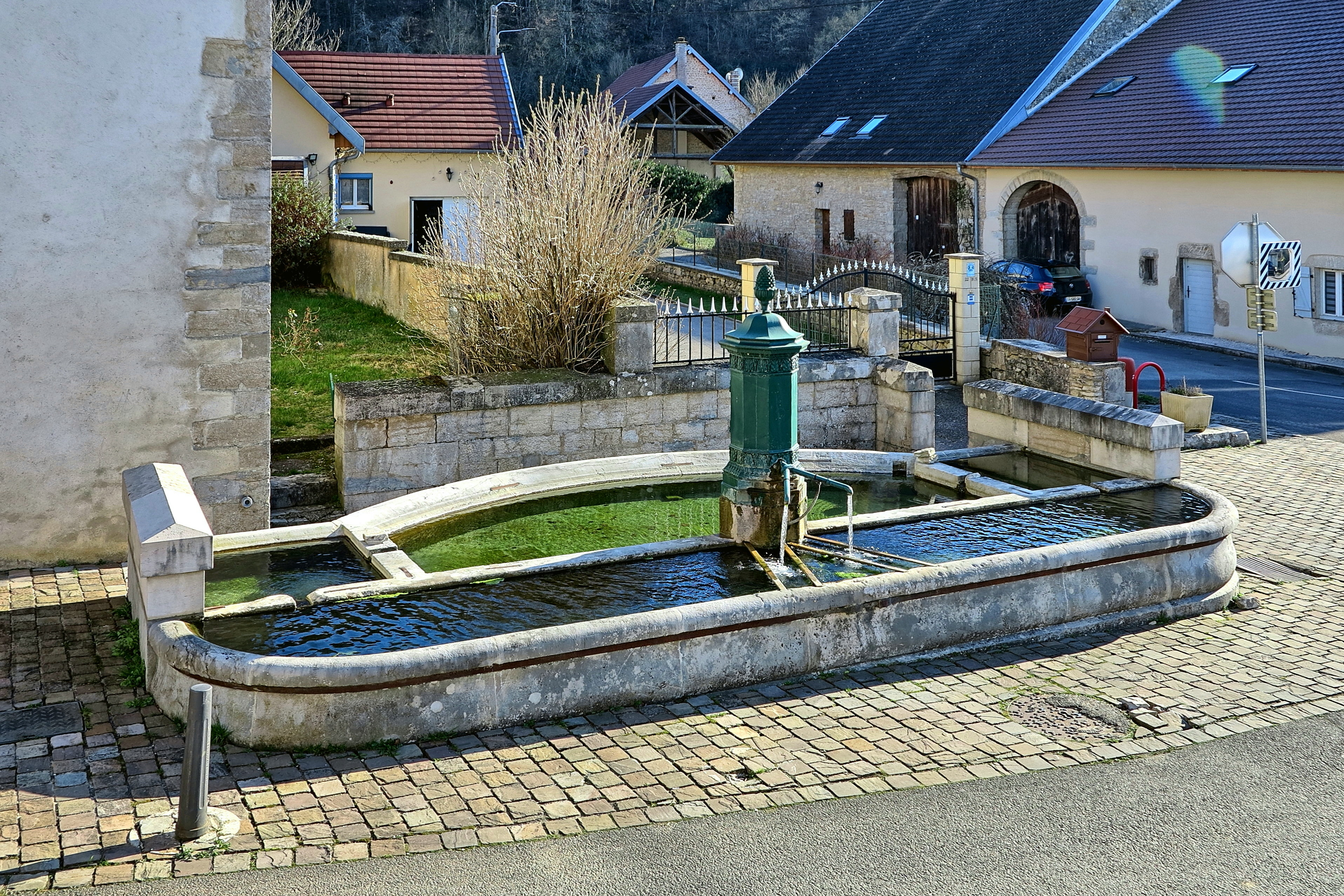
La fontaine-lavoir-abreuvoir chemin des Vignes.
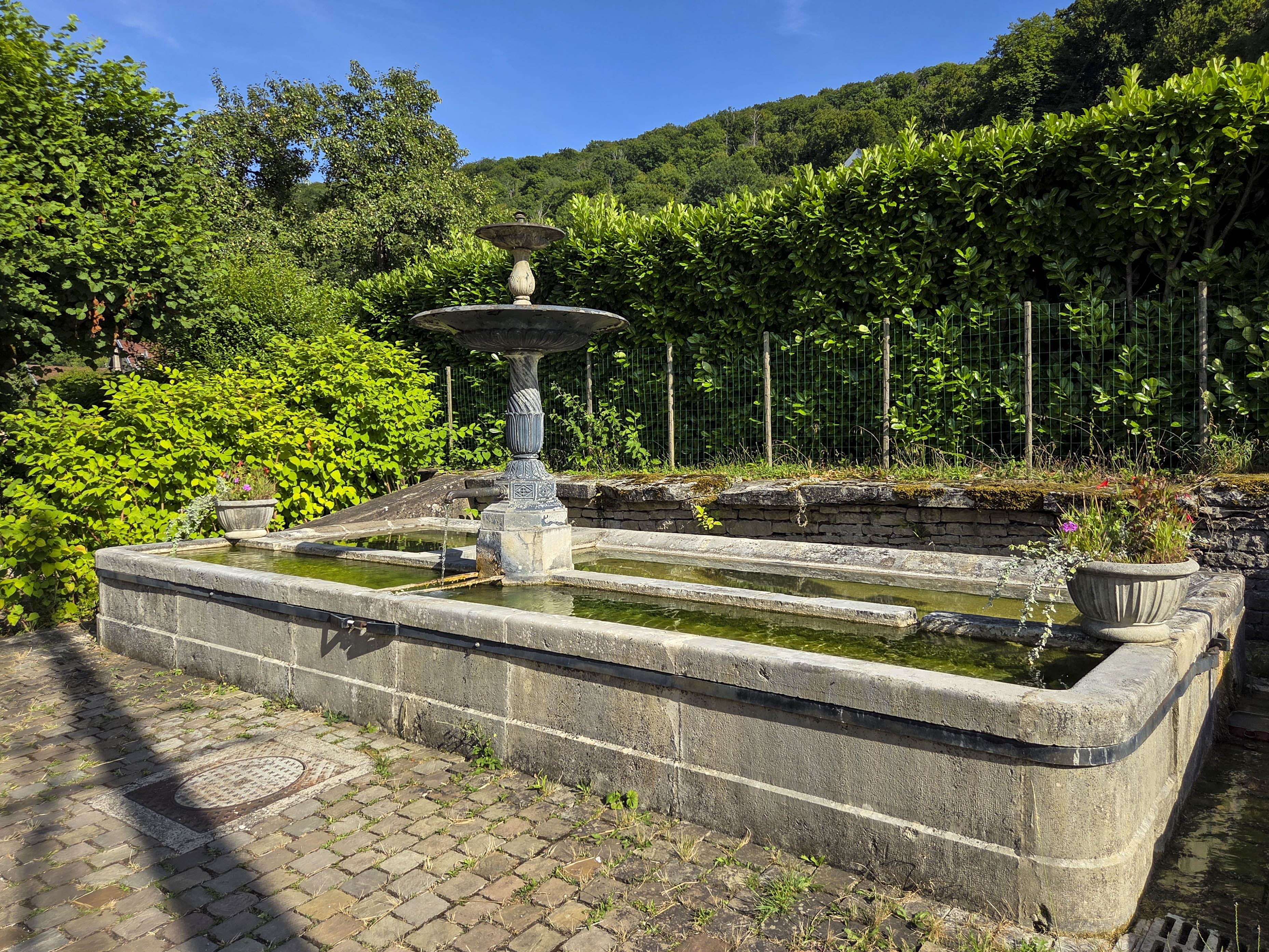
Fontaine à la vasque
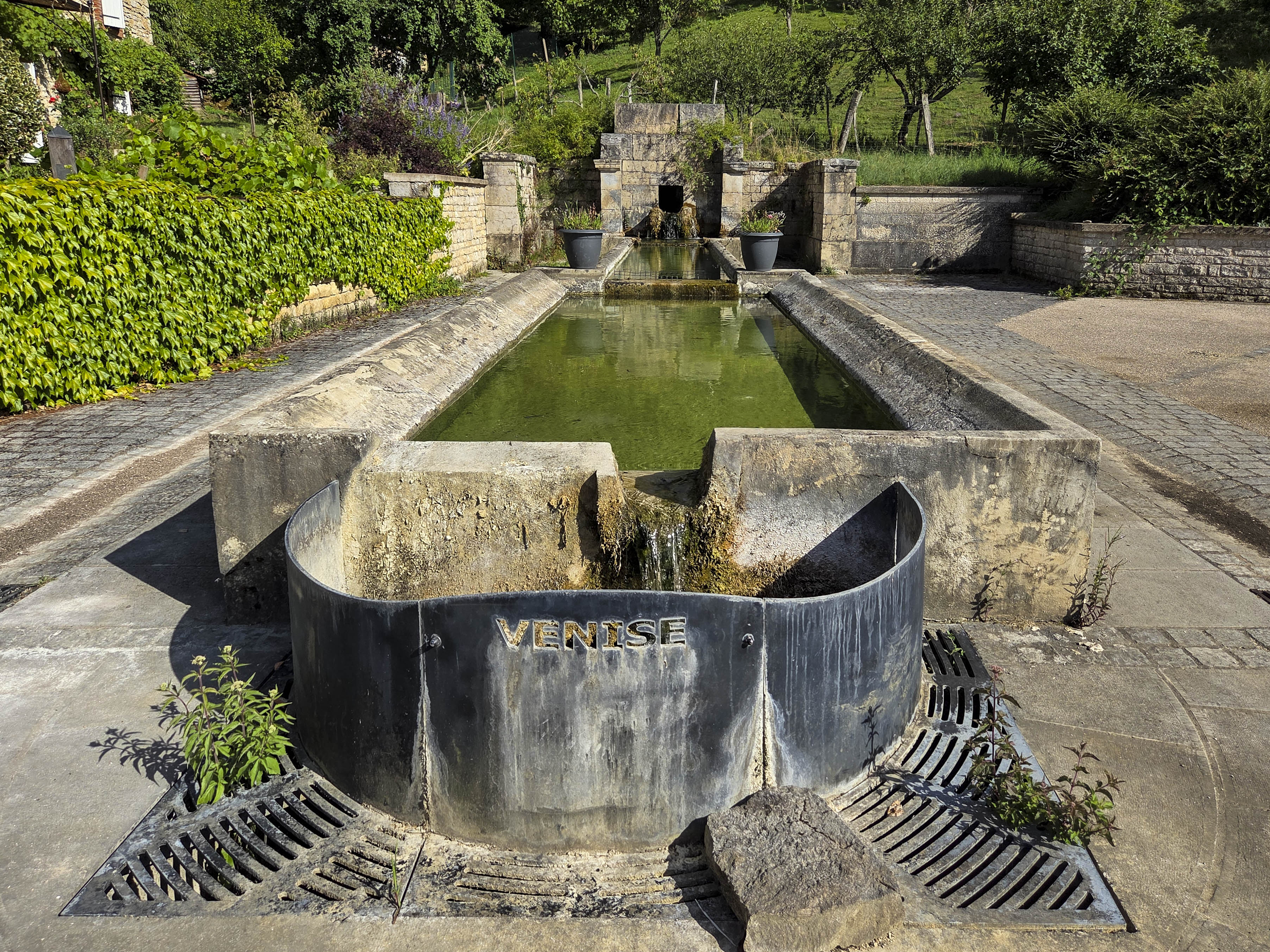
La fontaine-lavoir-abreuvoir rue de la Source.
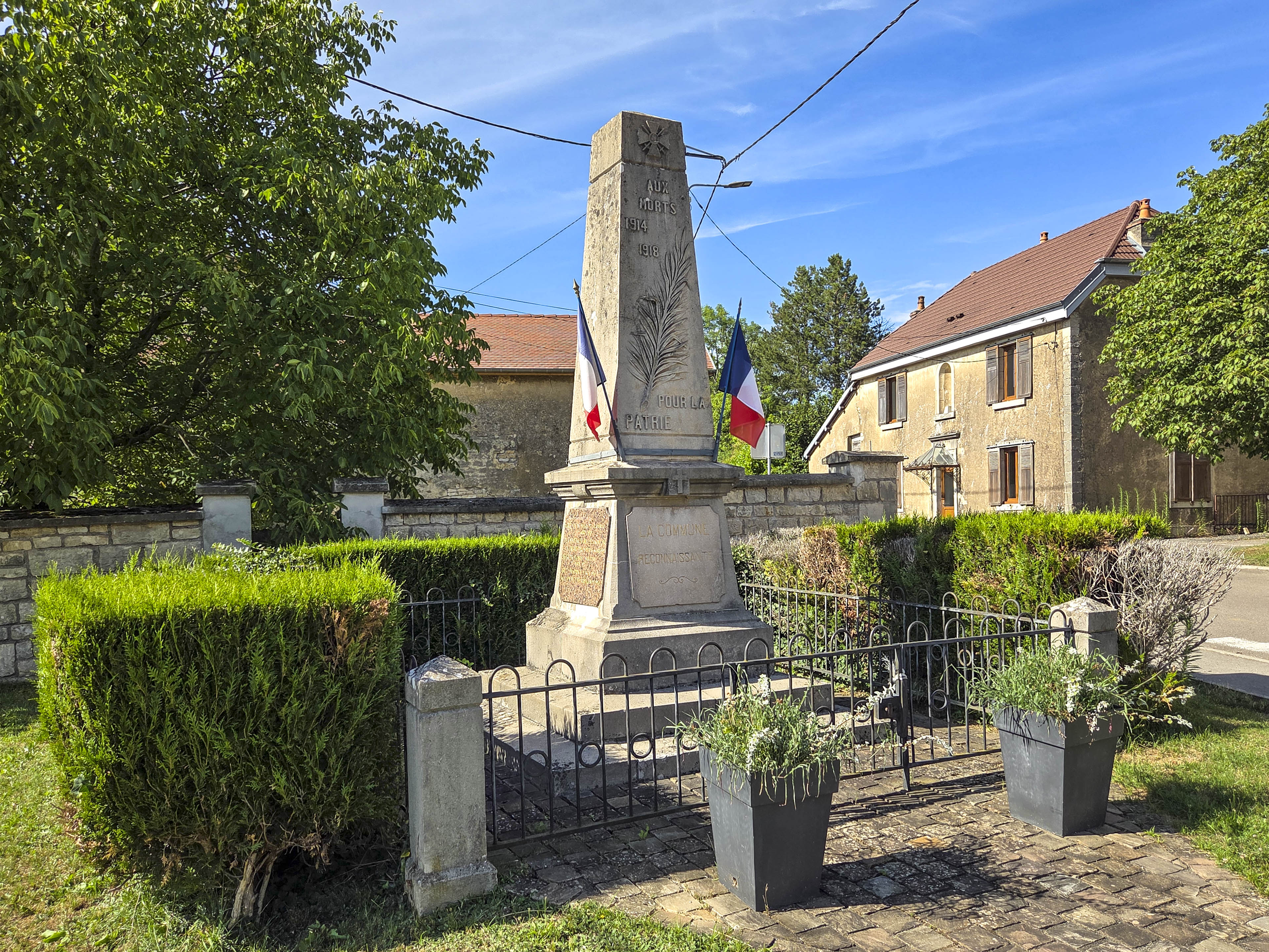
Le monument aux morts.

### Héraldique
| Blason de Venise | Blason  | Tranché de sinople et d'or, le sinople chargé en chef d'une croisette d'argent et en pointe d'une rose d'or boutonnée de gueules, l'or entant le sinople en chevron et chargé d'un vigneron au naturel. |
| Blason de Venise | Détails | Le statut officiel du blason reste à déterminer. |

## Pour approfondir